# Обухово (станция метро)
«Обу́хово» — станция Петербургского метрополитена. Расположена на Невско-Василеостровской линии, между станциями «Пролетарская» и «Рыбацкое».
Станция открыта 10 июля 1981 года в конце участка «Ломоносовская» — «Обухово».
Наименование получила по расположению недалеко от одноимённого исторического района города. Этот район располагается за линией главного хода Октябрьской железной дороги — павильон метро обращён фасадом к тому месту, где некогда жили рабочие Обуховского завода. Сам завод располагается в районе станции метро «Пролетарская». Название было дано предприятию в 1869 году по имени основателя инженера Павла Матвеевича Обухова.
Со станции осуществляется пересадка на одноимённую железнодорожную станцию. Станция расположена в стороне от крупных жилых кварталов и имеет небольшой пассажиропоток.

## История
В первоначальных планах строительства станция «Обухово» должна была быть наземной. Существует две версии причин изменения проекта на глубокое заложение и односводчатую: по одной из них, станция не вписывалась в т. н. «кривую» (поворот), по другой — сложные гидрогеологические условия на проходке тоннеля при переходе на мелкое заложение от станции «Ломоносовская» — во время строительства тоннеля от «Ломоносовской» произошёл взрыв метана.

## Наземные сооружения

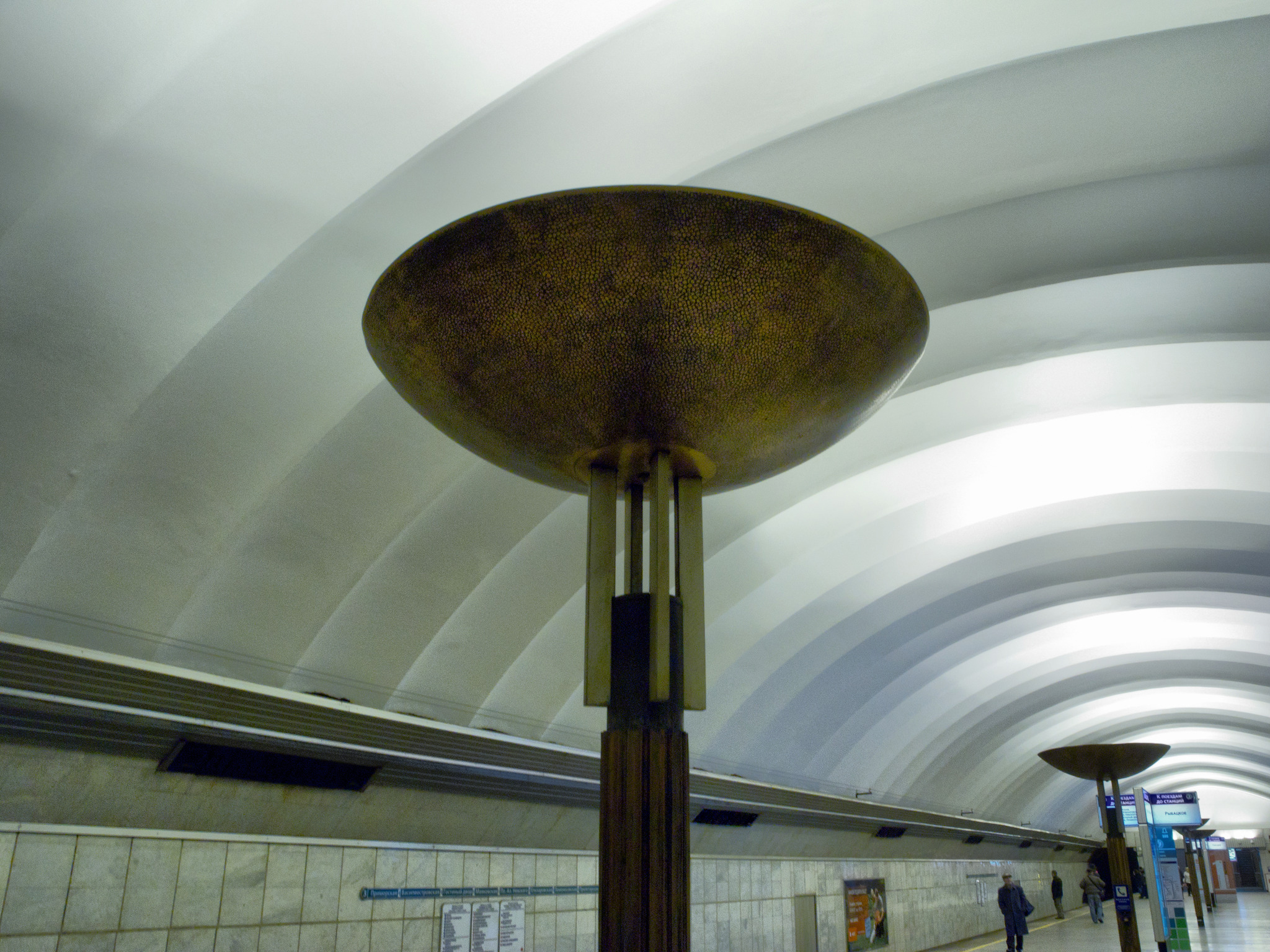
Торшерные светильники

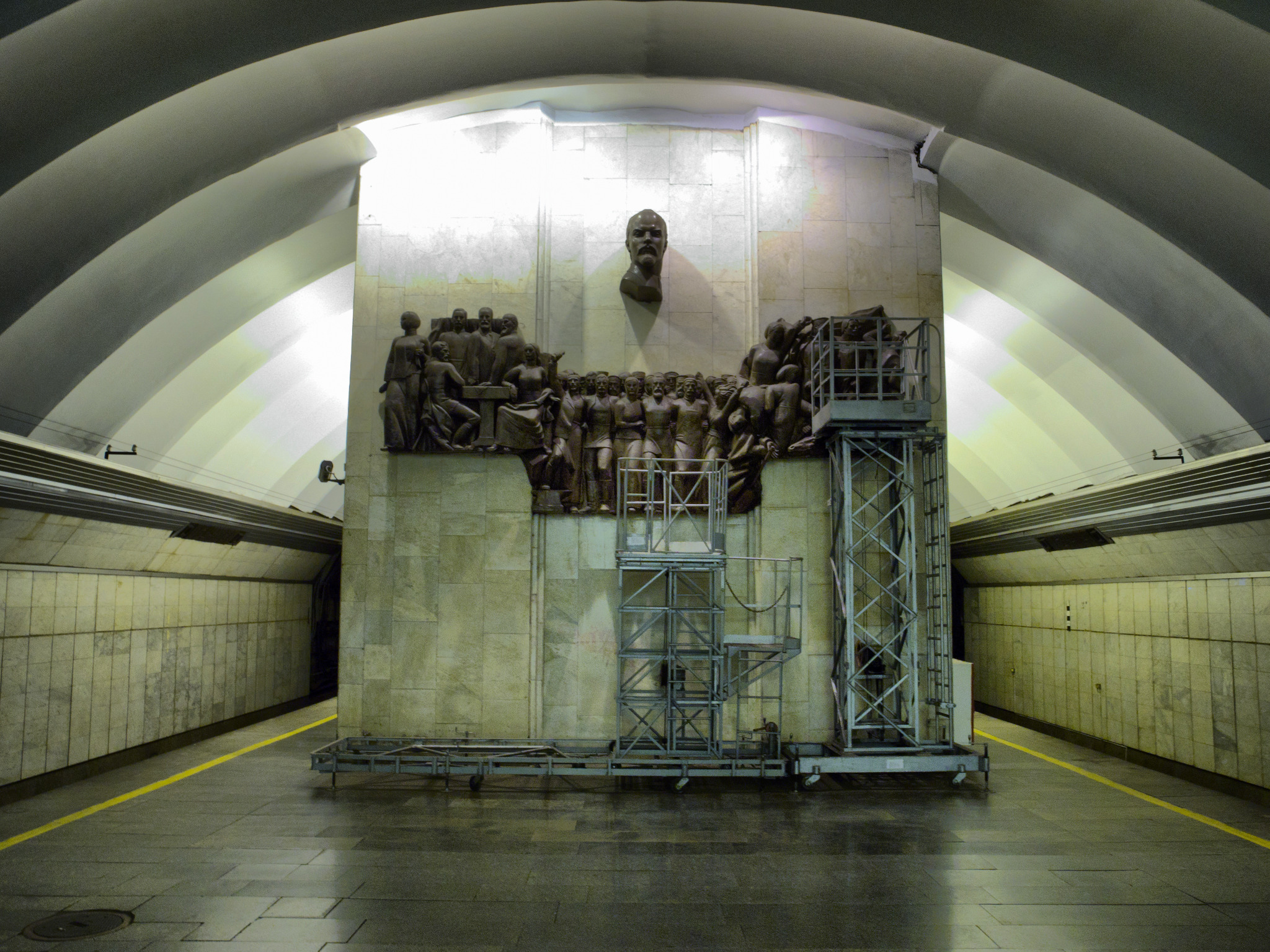
Торцевая стена станции, горельеф

Павильон станции выполнен по проекту архитекторов А. С. Гецкина, В. Н. Выдрина («Ленметрогипротранс») и располагается в конце улицы Грибакиных рядом с железнодорожной станцией Обухово в промзоне объединения «Звезда».
Вестибюль представляет собой восьмигранный объём, в центре которого под куполом размещён эскалаторный зал, а по периметру — аванзал с двумя входами и одним выходом. Архитектурное решение фасадных плоскостей построено на сочетании глухих, облицованных шлифованным мрамором стен с витражами-вставками. Детали переплета выполнены из декоративного металла и анодированы в золотистый цвет. В отделке интерьеров использованы подобные же приёмы и материалы.

## Подземные сооружения
«Обухово» — односводчатая станция глубокого заложения (глубина ≈ 62 м). Третья по времени открытия в метрополитене и единственная односводчатая станция на Невско-Василеостровской линии. Впервые на данном типе станций под одним сводом, кроме самой станции, были размещены силовая тяговая подстанция и камера натяжных устройств, которые раньше создавались отдельно. Подземный зал сооружён по проекту архитекторов В. В. Попова, И. Н. Кускова, Л. М. Четыркина при участии И. Г. Лоханова и М. В. Меккель (мастерская № 16 ЛенНИИпроекта).
Главный инженер проекта — Конончук Г. П. (ЛМГТ).
Путевые стены облицованы белым мрамором с карнизом из декоративного профиля. Пол выложен тёмно-серыми гранитными плитами. По оси станционного зала установлены светильники-торшеры из чеканной меди и профильного металла. Также из тёмного металла выполнено название станции. После замены освещения оно стало практически нечитаемым.
В середине станции расположены скамейки буквой «П» с разрывом, направленным в сторону глухой стены.

### Идеи оформления станции
Художественное оформление станции посвящено теме революционных традиций Невской заставы.
В 1901 году произошла забастовка рабочих завода, эту акцию неповиновения провели существовавшие здесь революционные кружки.
Память об этом событии стала основной темой оформления подземного зала станции: по центру платформы установлены несколько светильников-торшеров, изображающих факелы революции. Торцевую стену украшает бронзовый горельеф «От марксистских кружков к революционному выступлению». Он отражает тему возникновения революционных кружков за Невской заставой. Автором композиции является скульптор А. А. Федотов.
В центре горельефа помещён портрет В. И. Ленина, понизу расположена трёхфрагментная композиция.
Однако первоначально в торце планировалось изготовить немного другую тематическую композицию. В 1984 году силами мастерских Ленинградского экспериментального скульптурно-производственного комбината был создан бюст В. И. Ленину, а также многочисленные барельефы и горельефы. Эти произведения отражали различные героические эпизоды революционной борьбы обуховцев и рабочих Невской заставы с самодержавием. Автором всей композиции был скульптор А. А. Федотов. Бюст Ленина был демонтирован в 1994 году.
Наклонный ход (выход со станции), содержащий три эскалатора, расположен в южном торце станции; в 2017 году светильники наклонного хода были заменены со «световых столбиков» на «факелы». Как и станционный зал, нижний эскалаторный зал облицован мрамором. Для освещения применены настенные светильники и закарнизное освещение.

## Особенности проекта и станции
- На перегоне в сторону станции «Пролетарская» тоннель проходит через слои водонапорного песчаника, поэтому скорость проходки этого перегона была ниже, чем других. На этом перегоне в районе станции «Пролетарская» произошёл вывал породы[2].
- На перегоне в сторону станции «Рыбацкое» использованы максимально допустимые уклоны. Это связано с тем, что пути с глубокого заложения выведены на поверхность. Кроме этого, особенностью строительства перегона являлось то, что дальняя от станции часть перегона строилась открытым способом[2].

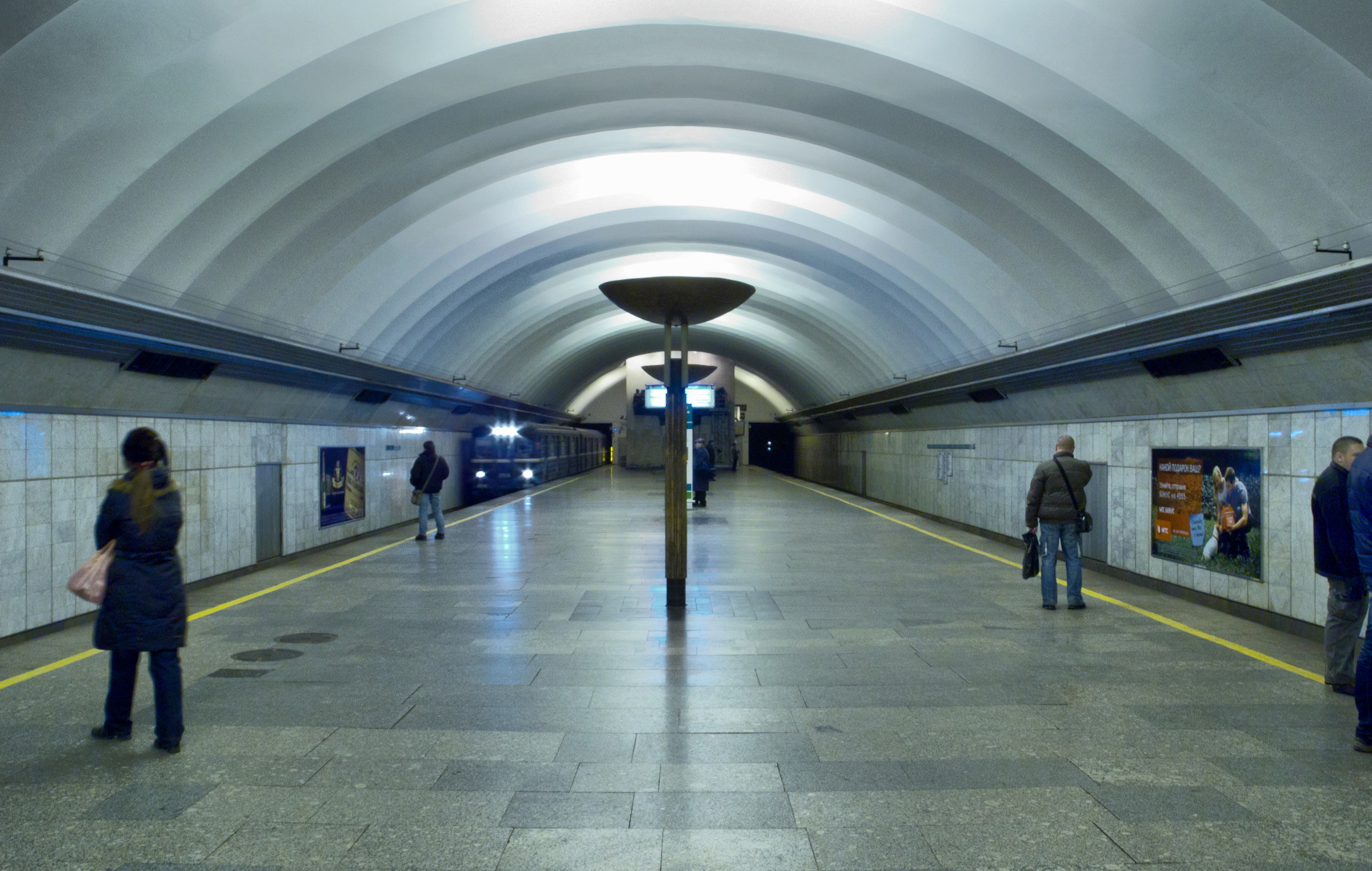
Общий план станции
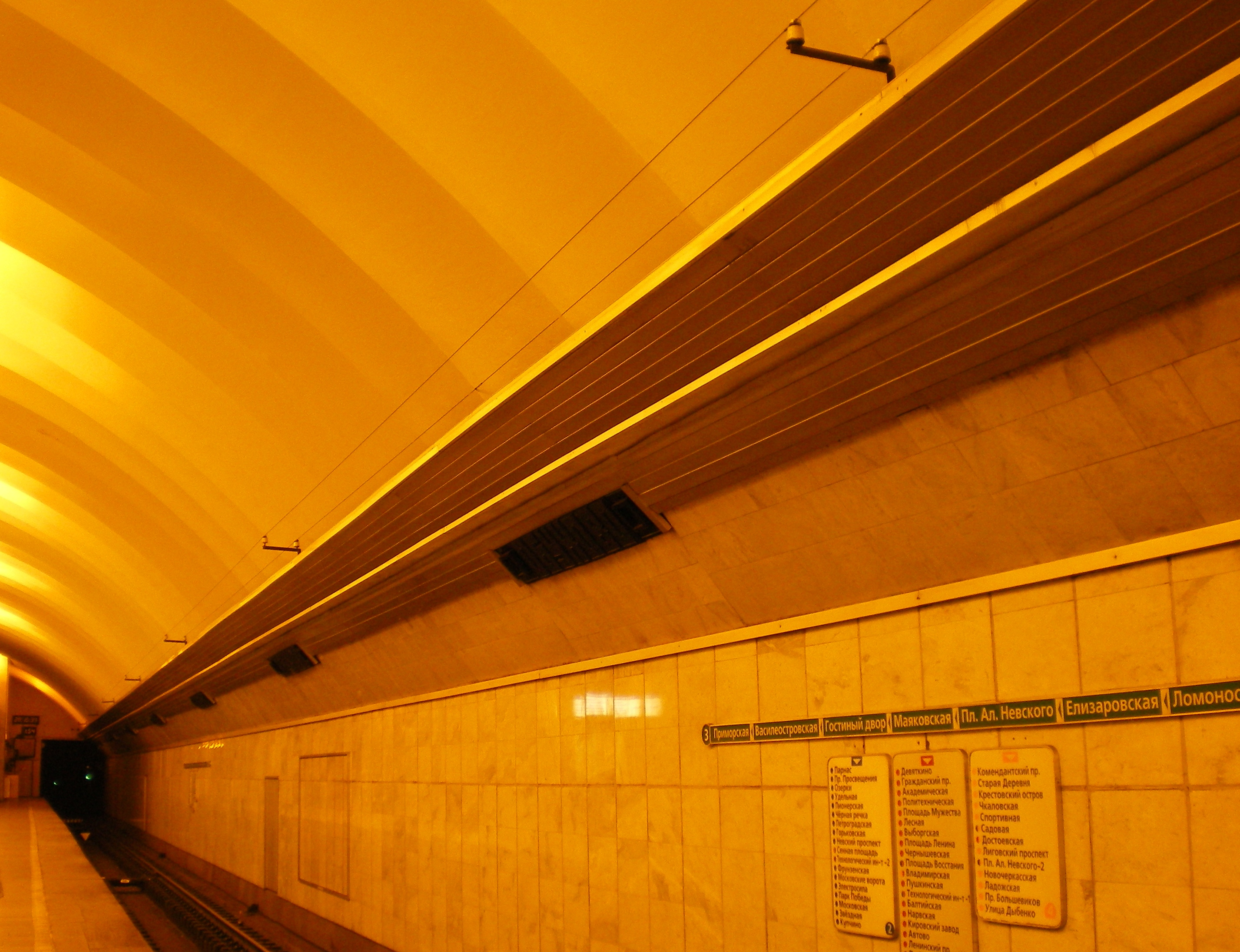
Путевая стена
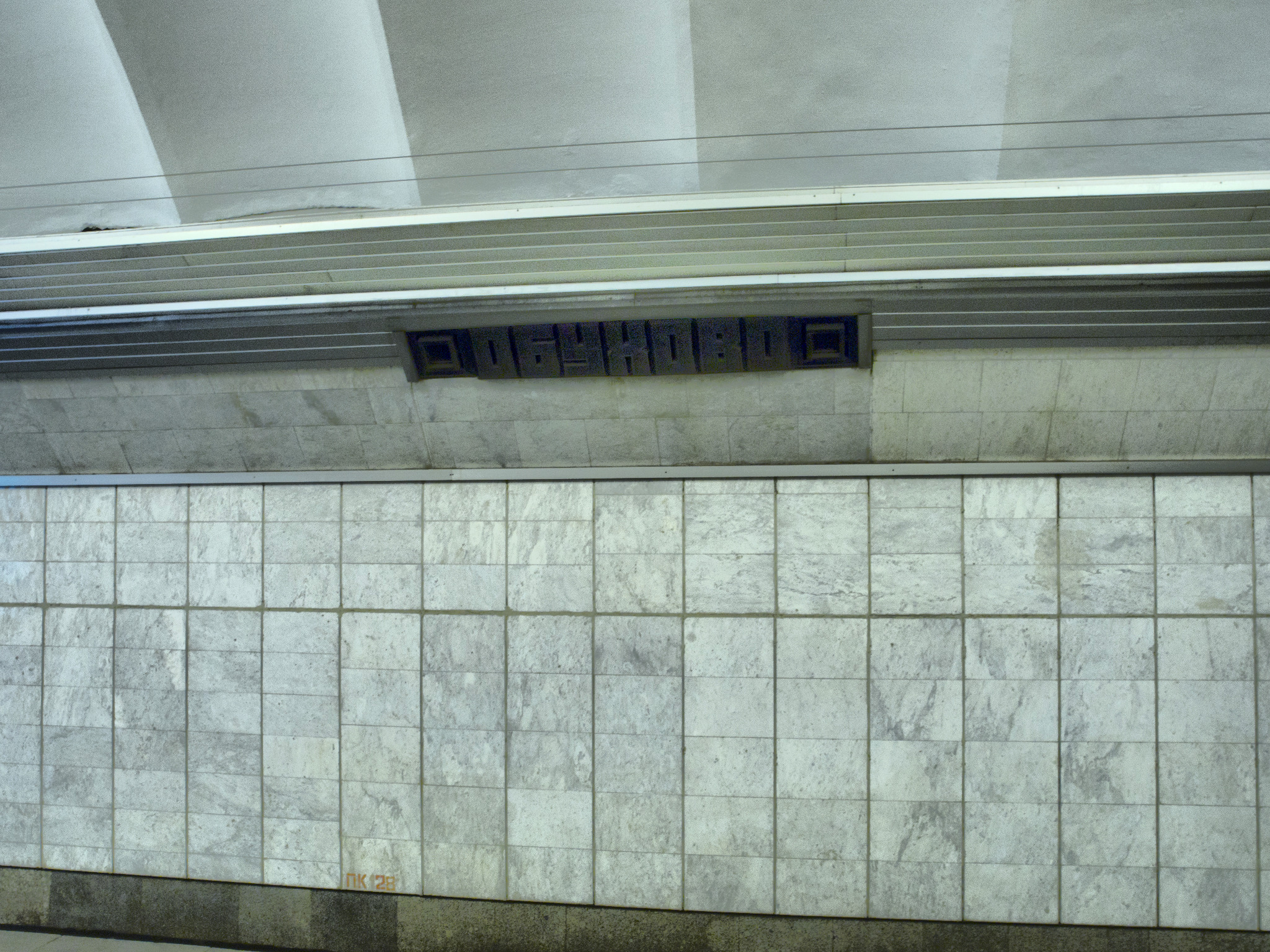
Путевая стена, название станции
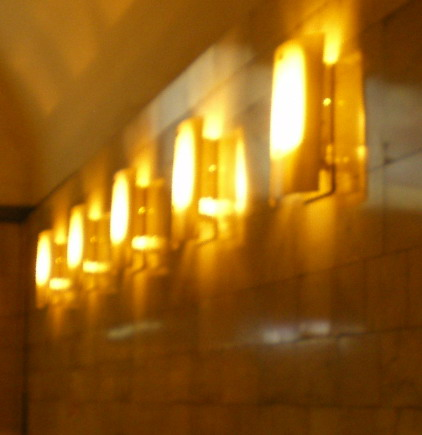
Светильники нижнего эскалаторного зала
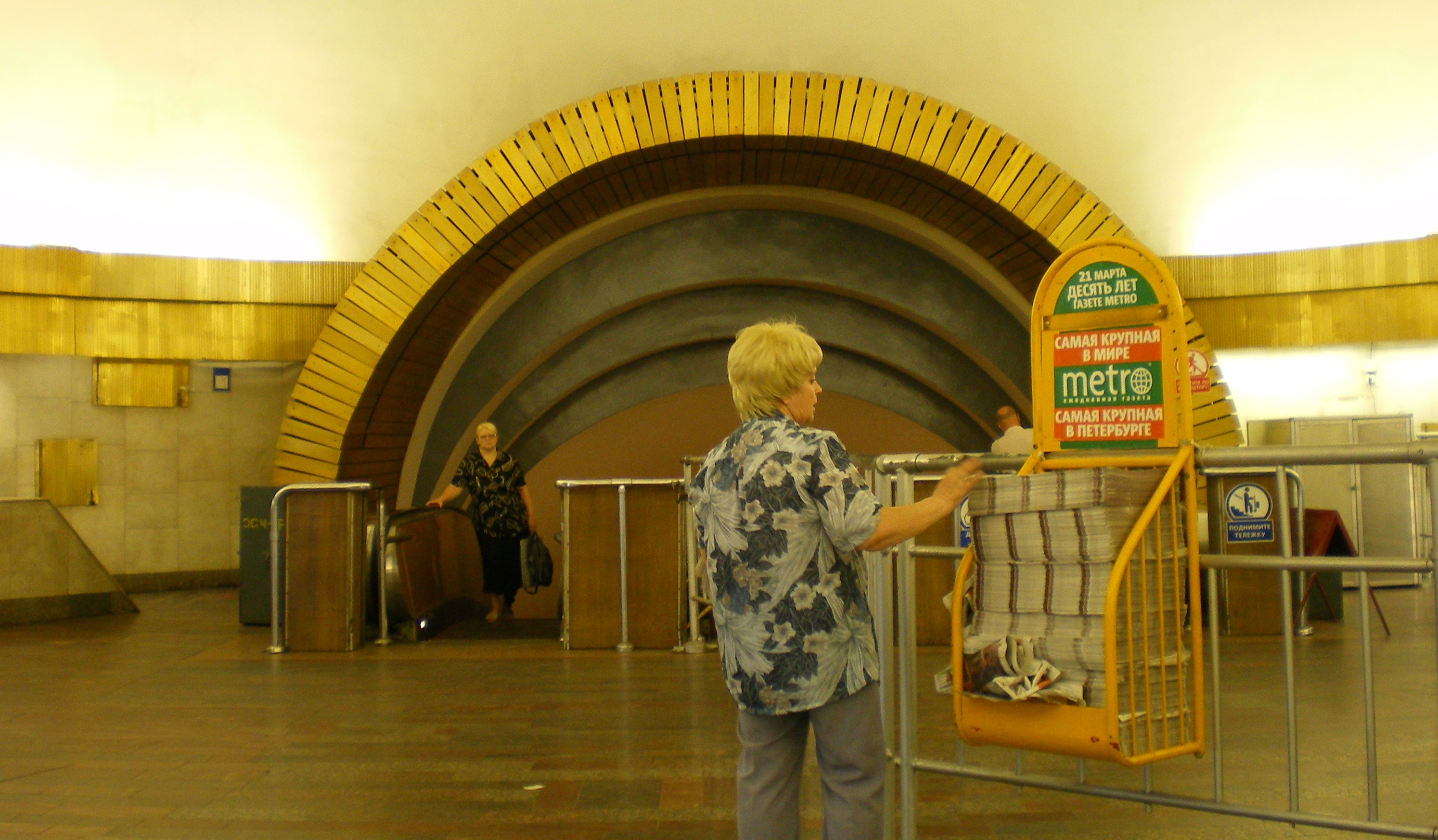
Верхний эскалаторный зал
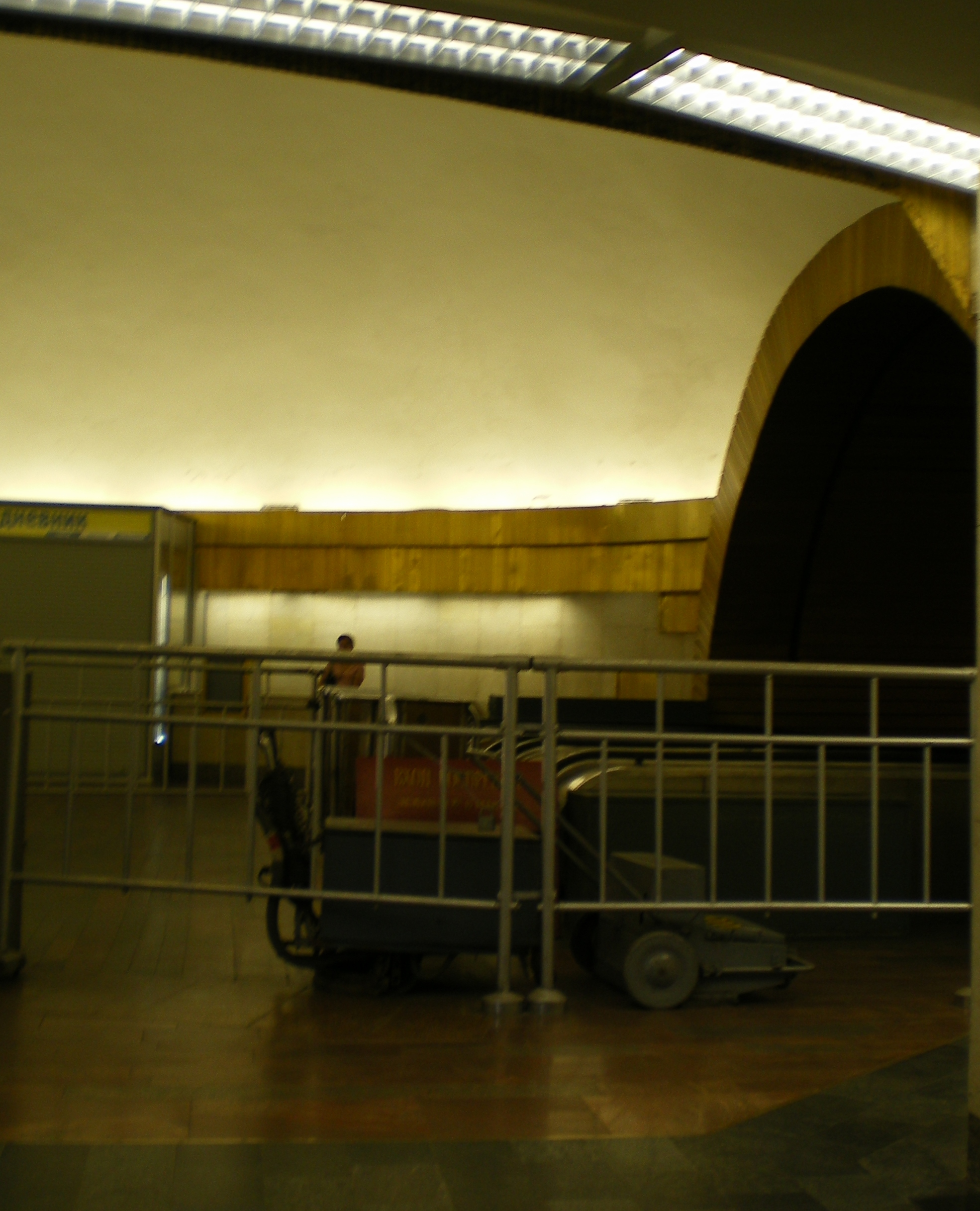
Закарнизное освещение верхнего эскалаторного зала
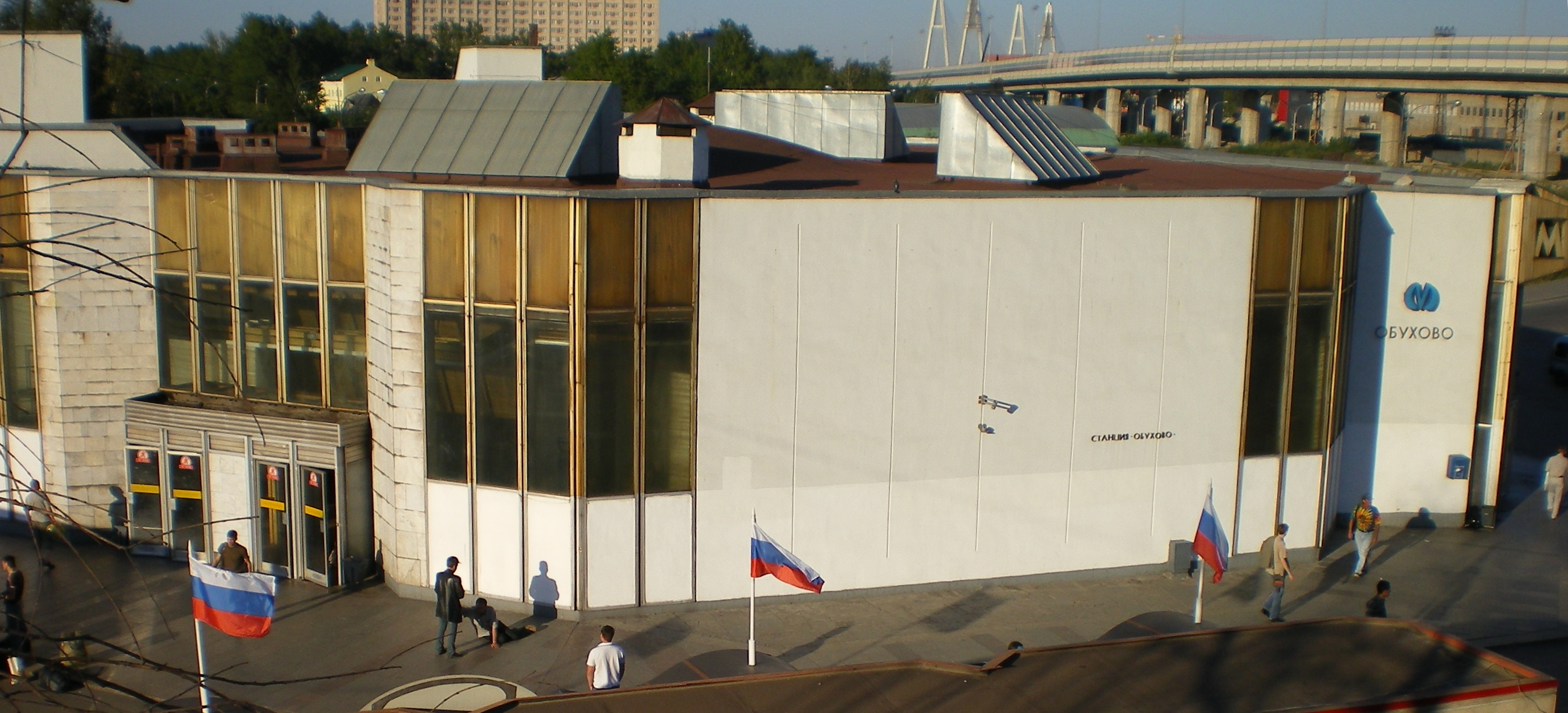
Павильон станции

## Путевое развитие
Южнее станции расположен пошёрстный съезд. До открытия в 1984 году и во время реконструкции в 2000-2001 гг. станции «Рыбацкое» поезда оборачивались по этому съезду.

## Наземный городской транспорт

#### Автобусы
| №  | Пересадки    | Конечный пункт 1 | Конечный пункт 2 |
| -- | ------------ | ---------------- | ---------------- |
| 48 | Пролетарская | Обухово Обухово  | Троицкое поле    |
| 96 | —            | Обухово Обухово  | Купчино          |

#### Пригородные автобусы
| №   | Пересадки    | Конечный пункт 1 | Конечный пункт 2 |
| --- | ------------ | ---------------- | ---------------- |
| 693 | Пролетарская | Обухово Обухово  | Новосаратовка    |